# Монтандр
Монта́ндр (фр. Montendre) — коммуна во Франции, находится в регионе Пуату — Шаранта. Департамент коммуны — Приморская Шаранта. Входит в состав кантона Монтандр. Округ коммуны — Жонзак.
Код INSEE коммуны — 17240.

## Население
Население коммуны на 2010 год составляло 3151 человек.
| 1962 | 1968 | 1975 | 1982 | 1990 | 1999 | 2010 |
| ---- | ---- | ---- | ---- | ---- | ---- | ---- |
| 2760 | 2864 | 3480 | 3330 | 3140 | 3118 | 3151 |